# Tomsrtbt
tomsrtbt (ausgesprochen: Tom’s Root Boot) ist eine sehr kleine Linux-Distribution. Es ist die Kurzform für „Tom’s Floppy, die ein Root-Dateisystem beinhaltet und bootfähig ist“. Der Autor bewirbt sie als „Das meiste GNU/Linux auf einer Diskette“; es enthält viele gebräuchliche Linuxbefehle für die Systemwiederherstellung (Linux und andere Betriebssysteme) und die Erstellung von Linuxrechnern ohne Festplatte. Es stellt auch Treiber für diverse Hardware und Netzwerkfunktionalität bereit.

## Verwendung
Die Distribution kann aus Microsoft Windows oder Linux heraus erstellt werden, indem man eine Standard-1,44-MB-Diskette mit hoher Dichte (1,72 MB) formatiert und das Abbild auf die Diskette schreibt. Es ist in der Lage, Dateisysteme vieler Betriebssysteme zu lesen und zu beschreiben, einschließlich ext2 (in Linux verwendet), FAT (in MS-DOS und einigen Windows-Versionen verwendet), NTFS (in Windows NT, 2000, und XP verwendet), und Minix (im Minix-Betriebssystem verwendet).
Die fertige Diskette kann dann als Rettungs- oder Analysediskette eingesetzt werden. So kann die Hardwarekonfiguration eines Rechners gelistet werden oder auf die Daten des Rechners zugegriffen werden.

## Versionshistorie
| Version | Datum             |
| ------- | ----------------- |
| 1.6.351 | 6. November 1998  |
| 1.7.0   | 18. November 1998 |
| 1.7.42  | 1. Dezember 1998  |
| 1.7.140 | 27. August 1999   |
| 1.7.218 | 28. Februar 2001  |
| 1.7.361 | 5. August 2001    |
| 2.0.0   | 7. April 2002     |
| 2.0.9   | 8. April 2002     |
| 2.0.103 | 4. Mai 2002       |